# Salvia officinalis subsp. lavandulifolia
Salvia officinalis subsp. lavandulifolia, conocida comúnmente como salvia de España, salvia de hoja estrecha, salvia española o salvia menor, es una subespecie de planta herbácea perenne de Salvia officinalis que pertenece a la familia de las lamiáceas.

## Descripción
Es un arbusto perenne, aromático, de baja estatura (30-50 cm). Las hojas son pecioladas, elípticas o lanceoladas (unas 3-4 veces más largas que anchas), con los nervios bastante marcados, grisáceas sobre todo en el envés. La inflorescencia presenta numerosos verticilos de flores de corola violácea y cáliz con cinco dientes más o menos iguales, sin pelos glandulosos.

## Distribución y hábitat
El área de distribución nativa de esta subespecie se extiende desde el centro y este de España, hasta el sur de Francia. Crece principalmente en el bioma templado.
Se encuentra en suelo rocoso en matorrales, con el romero, la Lavandula lanata, y con la Genista cinerea.

## Taxonomía
La especie fue descrita inicialmente como Salvia lavandulifolia fue descrita por Martin Vahl y publicado en Enumeratio Plantarum . . . 1: 222, en 1804, actualmente, es tanto un sinónimo como el basónimo de esta; y ulteriormente sería degradada a subespecie de Salvia officinalis por Helmut Gams en Illustrierte Flora von Mittel-Europa 5(4): 2482, en 1927.

#### Etimología
Véase: Salvia
Véase: Salvia officinalis
lavandulifolia: epíteto que combina el nombre del género Lavandula y el vocablo latino folia; "hoja"; propiamente que significa "con hojas de Lavandula", refiriéndose a la similitud en la apariencia concreta de las hojas de la planta con las especies de susodicho género.

## Nombres comunes
- Castellano: blanquilla, camamirla, espliego, espliego blanco, jalvia, madreselva, manisielva, manisierva, manisilva, manzanilla amarga, manzanilla burrera, mariselva, mariserva, marisielva, marisierva, marisilva, menta, salvia, salvia común, salvia de Aragón, salvia de España, salvia de hoja de espliego, salvia de hoja estrecha, salvia de hojas de espliego, salvia de hojas estrechas, salvia de la Alcarria, salvia española, salvia fina, salvia fina de hoja estrecha, salvia fina de hojas estrechas, salvia menor, savia, selmia, selva, sielva, sielva albal, sielva blanca, sielva parda, sielva rastrera, sierva, sierva albal, sierva blanca, sierva parda, sierva rastrera.[7][8]